# Duilian

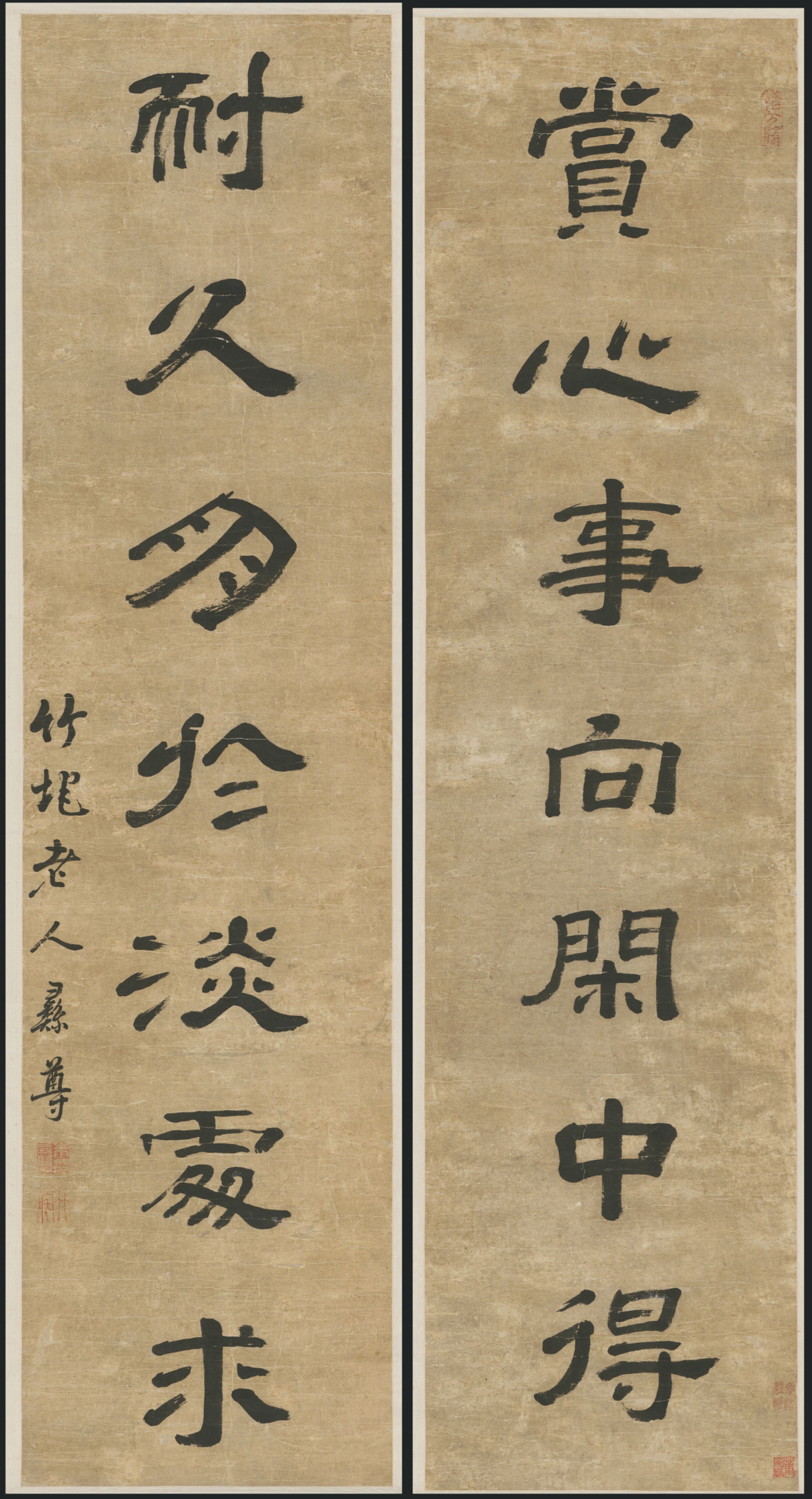
Ein Duilian (Spruchpaar) in Kanzleischrift vom Dichter Zhu Yizun (朱彝尊), aus der Qing-Zeit

Duilian (chinesisch 對聯 / 对联, Pinyin Duìliánⓘ) bzw. Yinglian (楹聯 / 楹联,  Yínglián) sind eine aus einem Spruchpaar bestehende Kunstform der chinesischen Sprache. Sie sind ein wichtiger Bestandteil der chinesischen Kultur und speziell der Literatur mit mehr als 1000 Jahren Geschichte. Verwendung finden sie auch heute vor allem beim chinesischen Neujahrsfest.

## Aussehen

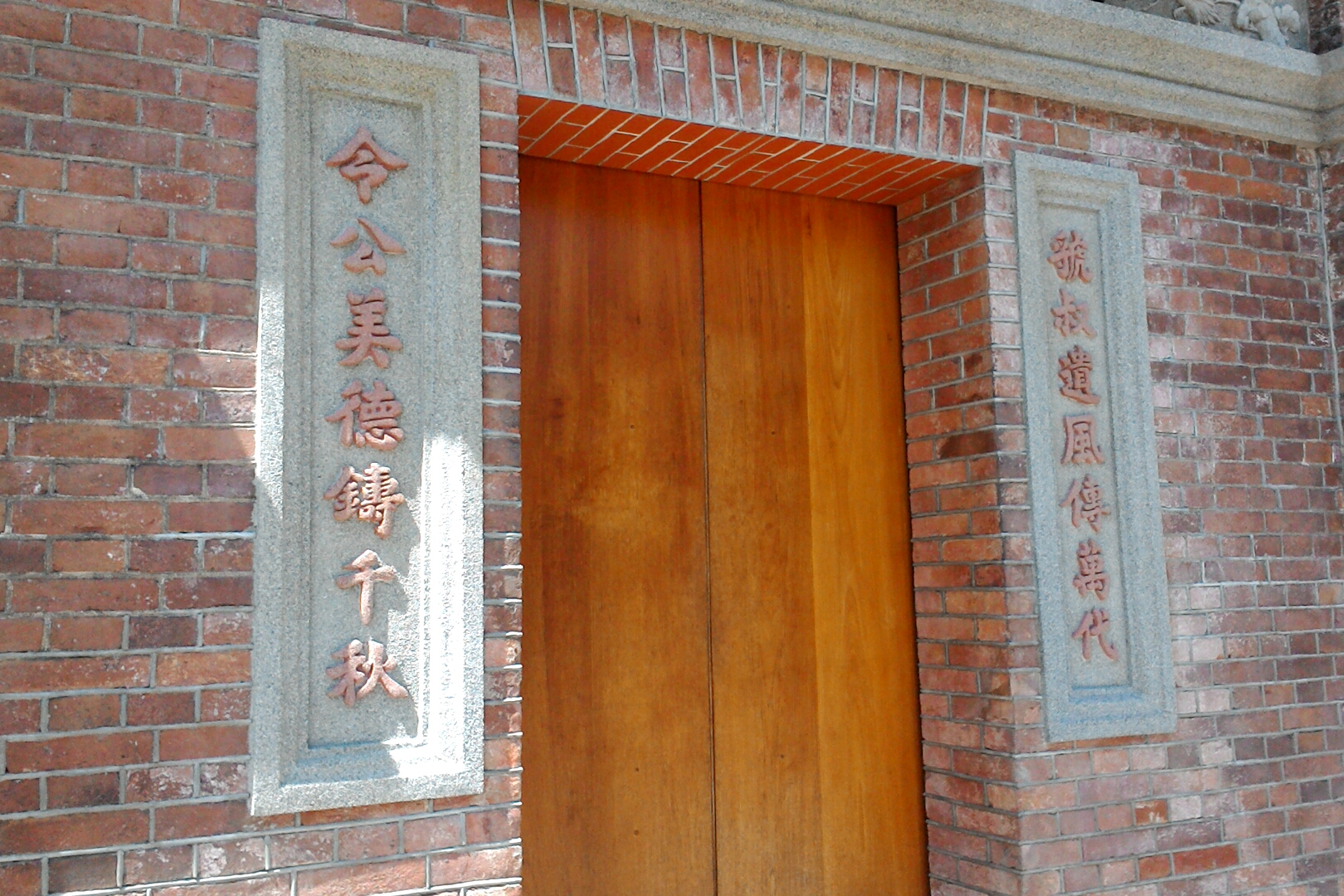
Eingemeiseltes Duìlián an einem alten Hauseingang der Guo-Familie (郭氏古宅) in Neihu, Taipeh

Häufig finden sich Duìlián an Hauseingängen, die dort in chinesischer Kalligraphie oft mit schwarzer Tusche auf rote Papierstreifen geschrieben werden.
Die Farbe kann dabei jeweils variieren und zeigt nach Brauchtum einen Todesfall in der Familie an. Dabei wird erst im dritten Jahr wieder die Farbe Rot verwendet.

### Aufbau
Unterteilt werden sie in einen oberen (上聯 / 上联,  shànglián) und unteren (下聯 / 下联,  xiàlián) Teil, die jeweils miteinander nach gewissen Regeln korrespondieren.
Die Anzahl der Schriftzeichen in einem Duìlián können dabei von 4 bis 400 und mehr schwanken.

### Form
Für ein Duìlián gelten gewissen Formregeln, als deren Kunst das Einhalten und die Perfektionierung durch den Schreiber gilt. Diese Formregeln besagen u. a.:
- die Anzahl der Schriftzeichen in den beiden Teilen ist gleich,
- je zwei gegenüberliegende Zeichen aus den beiden Hälften stehen in einer Beziehung zueinander,
- die Bedeutung dieser korrespondierenden Zeichen sind ähnlich oder gehören der gleichen Bedeutungsebene an, so findet sich bei einem Zahlwort ebenfalls ein Zahlwort gegenüberliegend,
- die Wortart ist dabei meistens gleich, so findet sich im unteren Teil ein Substantiv, wenn auch im oberen Teil an gleicher Stelle ein Substantiv steht und
- in einigen Verspaaren sind die Töne der Silben korrespondierender Zeichen zusätzlich aufeinander abgestimmt.

### Beispiel
Beispiel eines Duìlián (in Langzeichen)

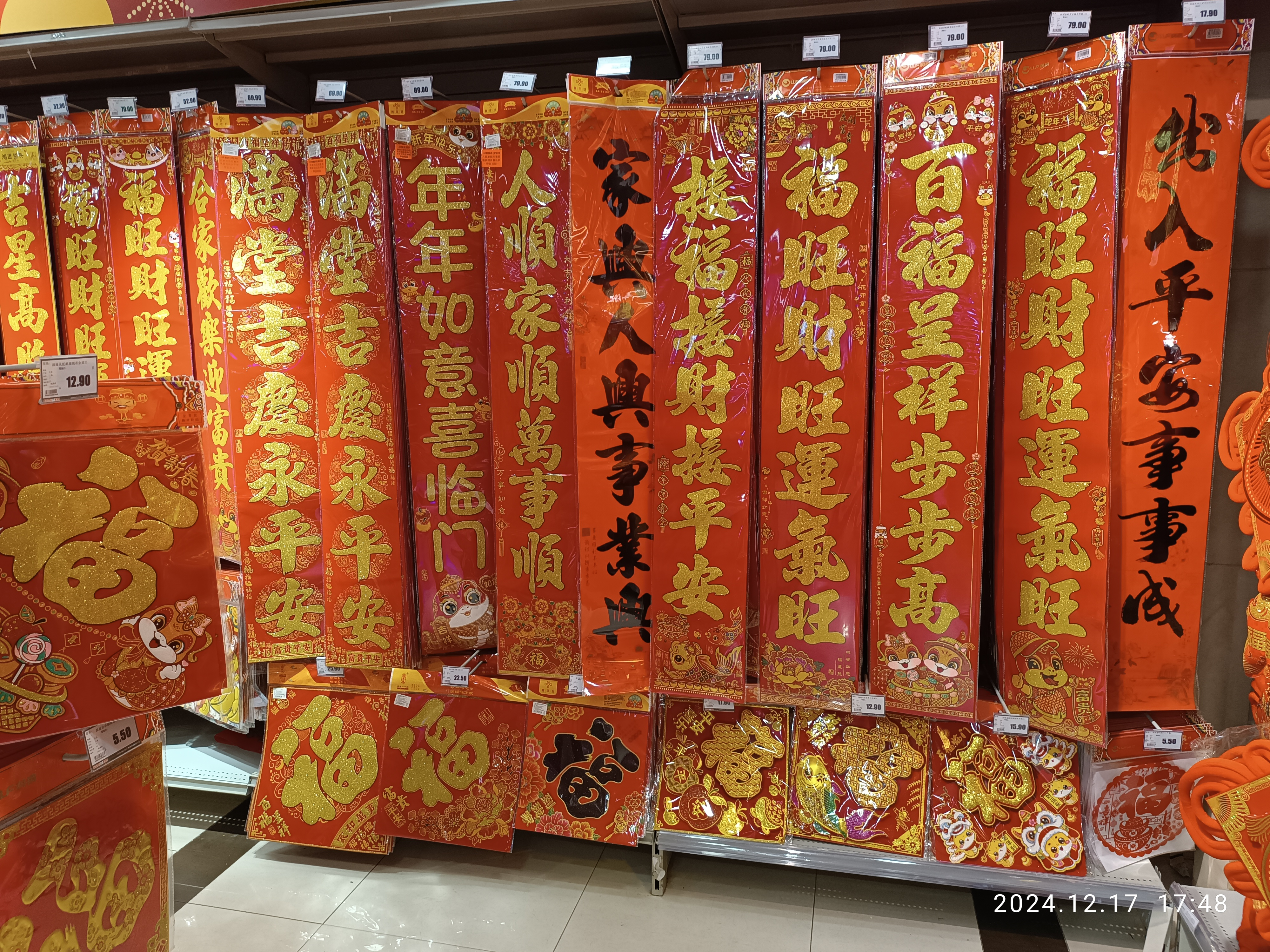
Moderne gedruckte einteilige Chunlian in Dongguan zum Verkauf

書山有路勤爲徑
shūshān yǒu lù qín wéi jìng
„Im Berg der Bücher gibt es einen Weg und Fleiß ist der Pfad“
學海無涯苦作舟
xuéhǎi wú yá kǔ zuò zhōu
„Das Meer des Lernens ist grenzenlos und die Mühe ist ein Boot darauf“
| Unterer Teil | Tonusmuster | Übersetzung          | Oberer Teil | Tonusmuster | Übersetzung       |
| ------------ | ----------- | -------------------- | ----------- | ----------- | ----------------- |
| 學           | 仄          | Lernen, Wissenschaft | 書          | 平          | Buch              |
| 海           | 仄          | Meer                 | 山          | 平          | Berg              |
| 無           | 平          | fehlen, ermangeln    | 有          | 仄          | haben             |
| 涯           | 平          | Grenze, Horizont     | 路          | 仄          | Weg               |
| 苦           | 仄          | bitter, mühevoll     | 勤          | 平          | fleißig           |
| 作           | 仄          | machen, tun          | 爲          | 平          | handeln, bedeuten |
| 舟           | 平          | Boot                 | 徑          | 仄          | Weg               |

## Kultur

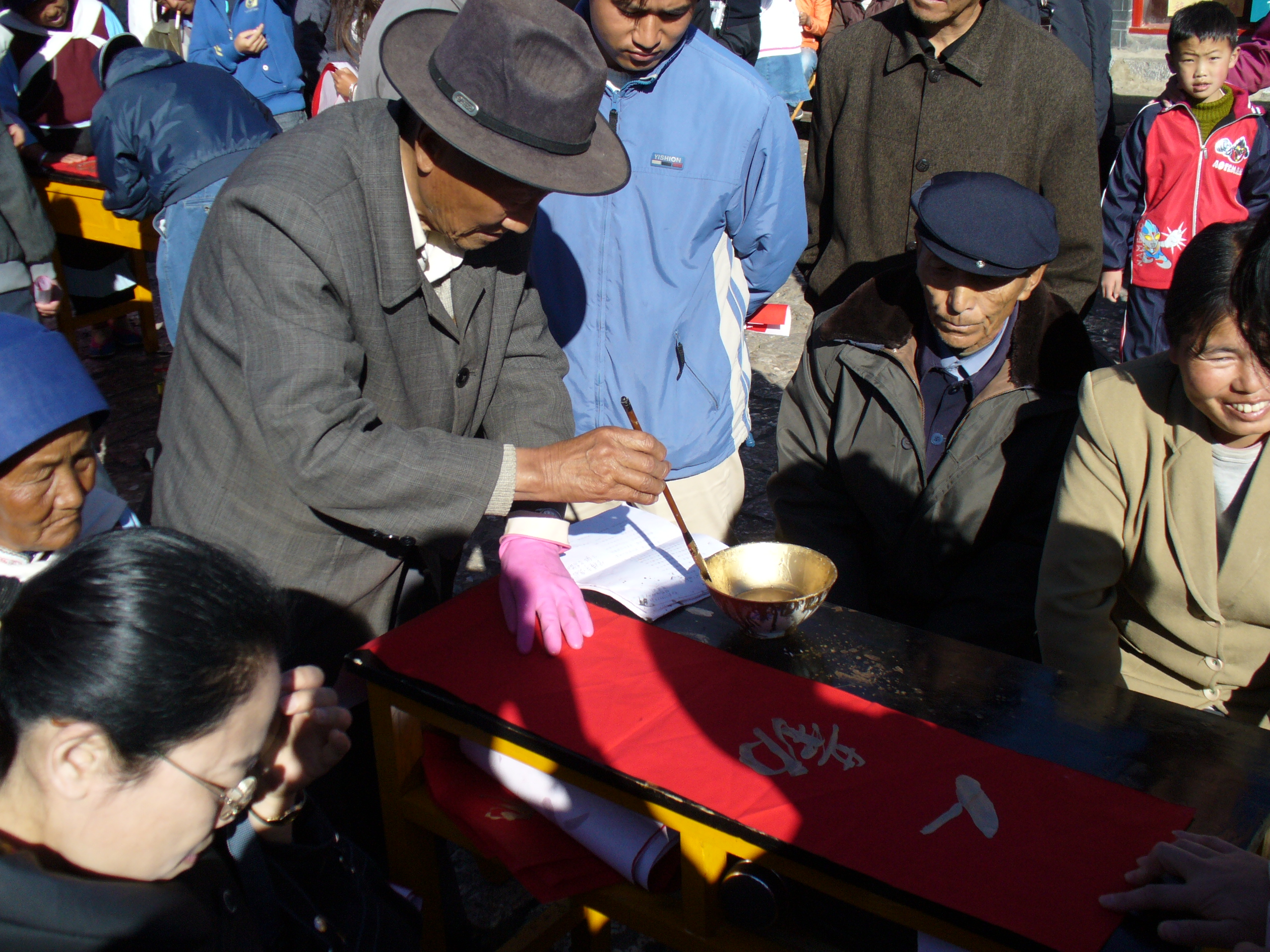
Ein Schreiber beim Verfassen eines Spruchbandes kurz vor dem Chinesischen Neujahrsfest in Lijiang

Das Schreiben eines Duìlián gibt ähnlich dem Schreiben eines Gedichts Auskunft über die Fertigkeit des Schreibers. Diese Kunst wird unter anderem auch in Wettbewerben unter Beweis gestellt, bei denen ein Schreiber die erste Hälfte des Verspaares verfasst, die danach durch einen zweiten Schreiber analog komplettiert werden muss.
Es gibt dabei verschiedene, spezielle Formen.

### Chunlian
Bei den Vorbereitungen des Chinesischen Neujahrsfestes („Frühlingsfest“) wird ein Chunlian (春聯 / 春联,  chūnlián) auf Bändern geschrieben und links und rechts an den Eingängen des Hauses befestigt. Heute werden traditionell üblicherweise zweiteilige Spruchpaare zum Frühlingsfest modern auch als einteilig hängende Bandrolle an den Wänden angebracht. Viele chinesische Unternehmen machen sich heute diesen traditionellen Brauch zu eigen und geben Spruchpaare als Werbegeschenke aus.

### Weitere Formen
Weitere Formen sind:
- Yínglián (楹聯 / 楹联) bei Tempeln und anderen klassischen Bauwerken
- Hèlián (賀聯 / 贺联) bei Hochzeiten, Geburten, Geschäftseröffnungen und anderen Festlichkeiten
- Wǎnlián (輓聯 / 挽联) zur Trauer bei Todesfällen
- Zènglián (贈聯 / 赠联)
- Zhōngtánglián (中堂聯 / 中堂联)

Siehe auch: Doppelglück

## Galerie

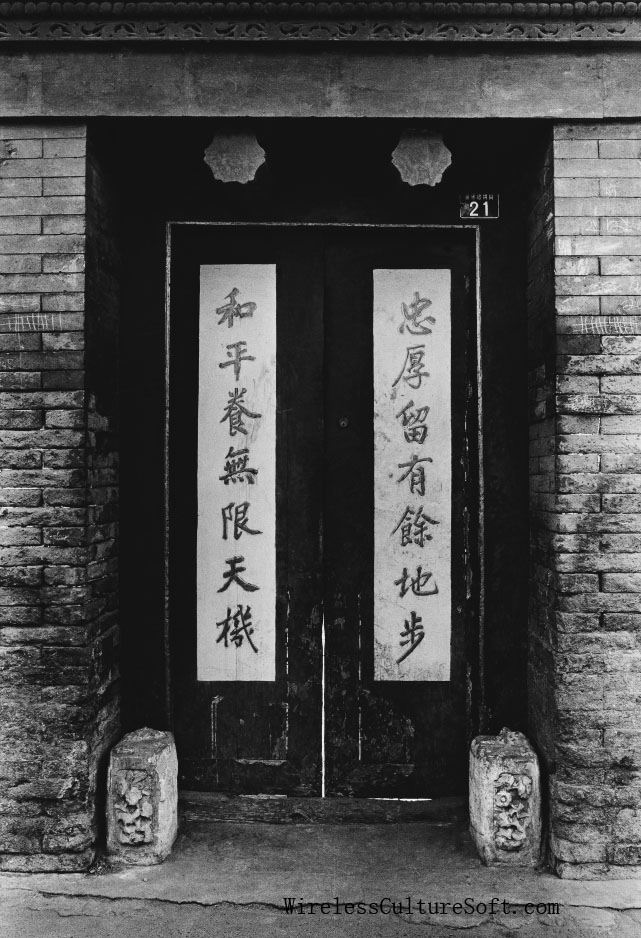
Allgemeines Duilian an einem historischen Hauseingang[Fn. 1]
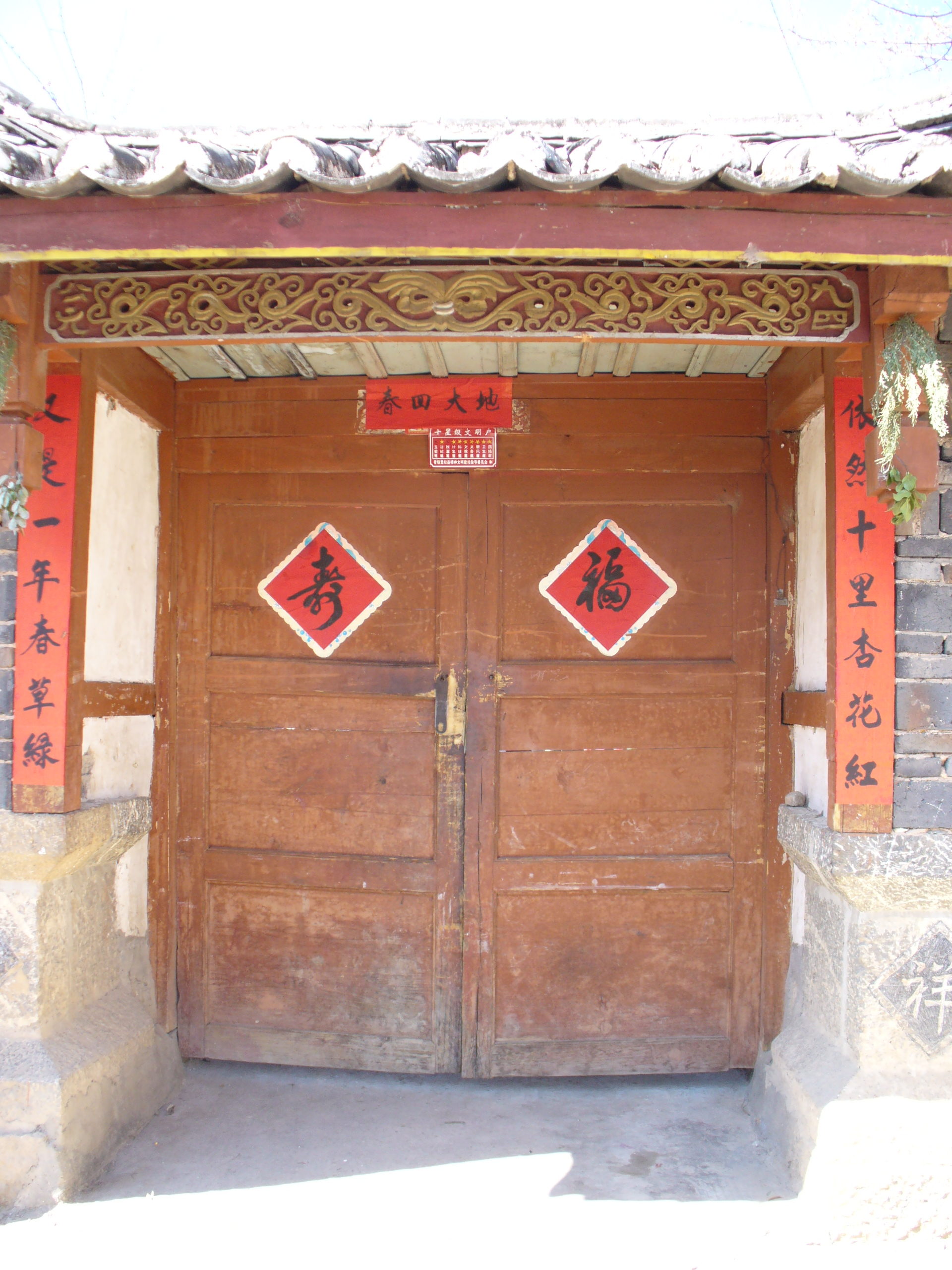
Rotes Duilian – Chunlian – zum Frühlingsfest (Baishuitai, Shangri-La)
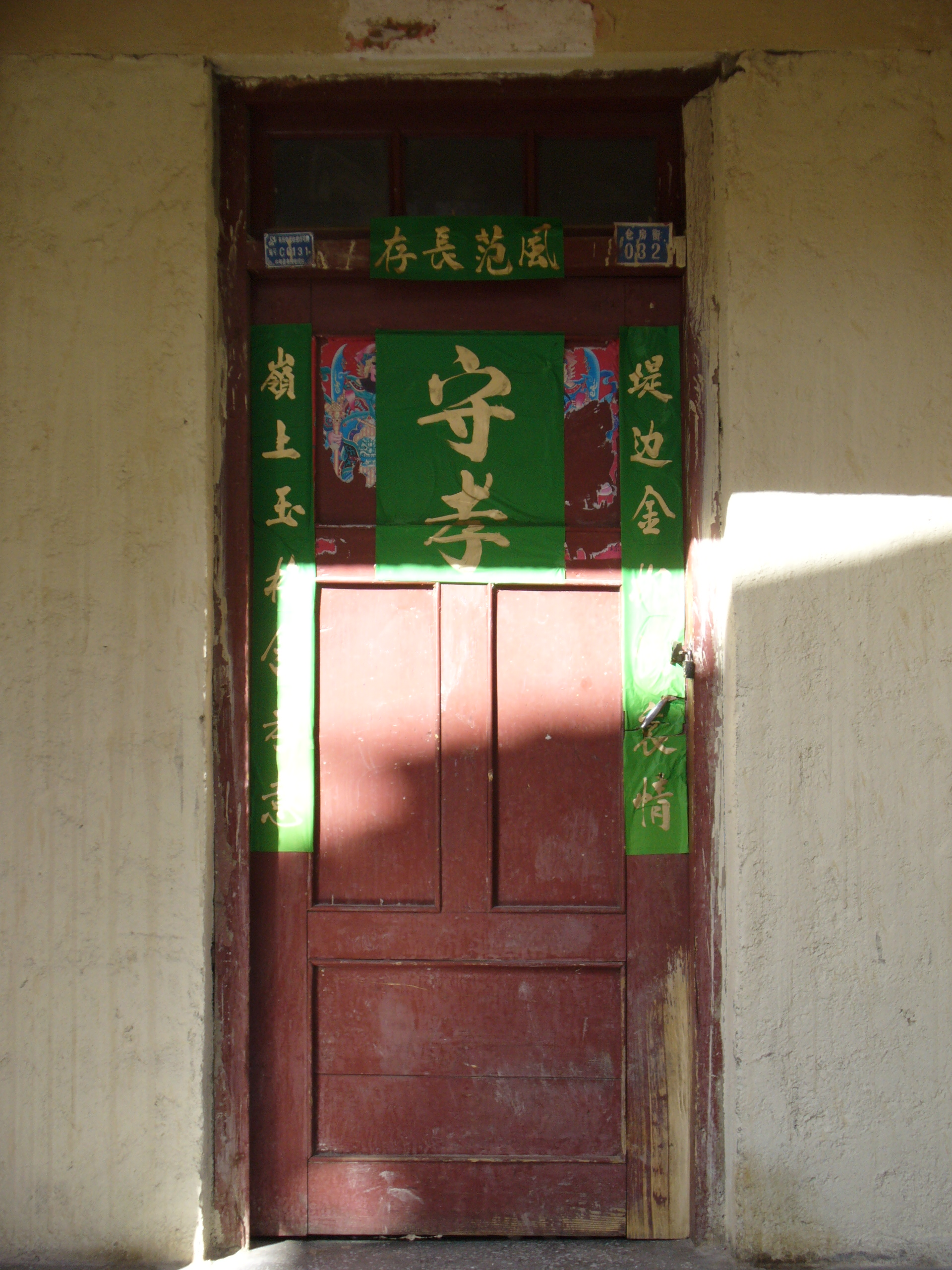
Grünes Duilian zum Frühlingsfest bei Shangri-La[Fn. 2]
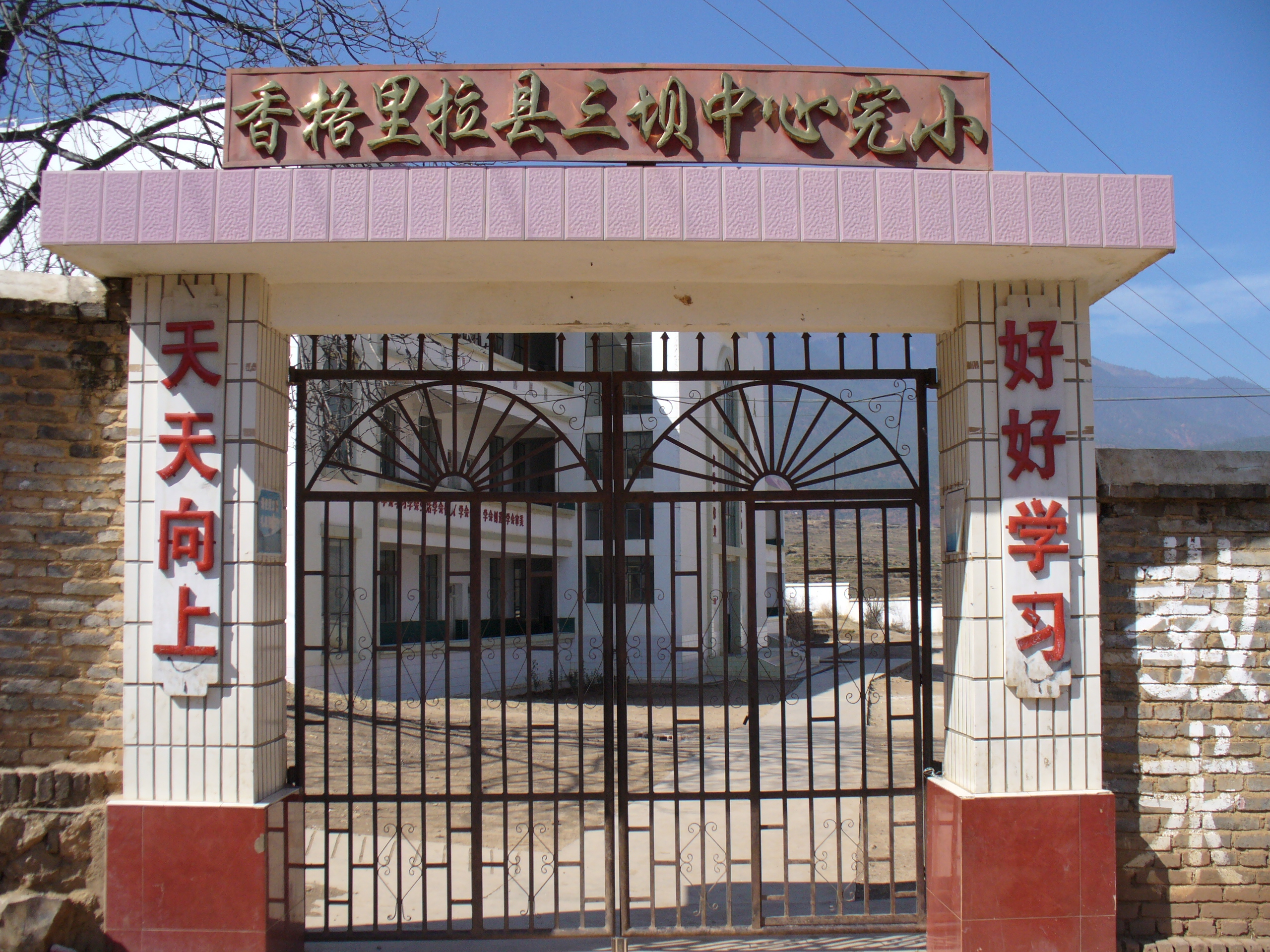
Fest installiertes Duìlián mit Zitat Mao Zedongs (Baishuitai)[Fn. 3]

## Fußnote
1. ↑  Allgemein wird Duilian an Eingängen – also Spruchpaar an Eingängen – im Chinesischen auch als Menlian (chinesisch 門聯 / 门联, Pinyin ménlián – „Tür-Spruchpaar; Pforten-Spruchpaar“) bezeichnet.
2. ↑  Die grünen Duilian zum Frühlingsfest bedeutet, dass zum chinesischen Neujahrsfest sich ein Trauerfall in der Familie ereignet hat. Diese Tradition ist in China regional verschieden.
3. ↑  Ein Zitat von Mao (Hǎohǎo xuéxí, tiāntiān xiàngshàng, 「好好学习，天天向上 deutsch ‚Lerne fleißig und mach täglich Fortschritte‘, englisch Study hard and make progress everyday) aus dem Jahr 1951 (siehe Worte des Vorsitzenden Mao Tsetung).